# ألفونسو فاليجو
ألفونسو فاليجو (بالإسبانية: Alfonso Vallejo)‏ هو طبيب أعصاب ورسام وكاتب مسرحي وكاتب وشاعر إسباني، ولد في 1943 في سانتاندير في إسبانيا.

## وصلات خارجية
- الموقع الرسمي